# Cajoline
Cajoline, également connue, selon les pays, sous le nom de Snuggle, Robijn, Kuschelweich, Coccolino, Mimosín, Fofo ou Yumoş, est une marque d'adoucissant lancée sur le marché français par la multinationale Unilever.

## Histoire
Unilever se lance sur le marché du soin du linge pour concurrencer Procter & Gamble, qui vend ses produits sous les marques Downy aux États-Unis et Lenor en Europe. Unilever rencontre peu de succès avec sa marque Comfort. Sa filiale allemande développe une nouvelle stratégie et augmente sa part de marché en adoptant le nom Kuschelweich et en utilisant un ourson en peluche pour symboliser la douceur. Cette stratégie de nommage, ainsi que la mascotte, sont reprises sur d'autres marchés. Unilever France lance la marque Cajoline à la fin des années 1970. Aux États-Unis, la marque Comfort est rebaptisée Snuggle durant les années 1980 et triple sa part de marché.

## Mascotte

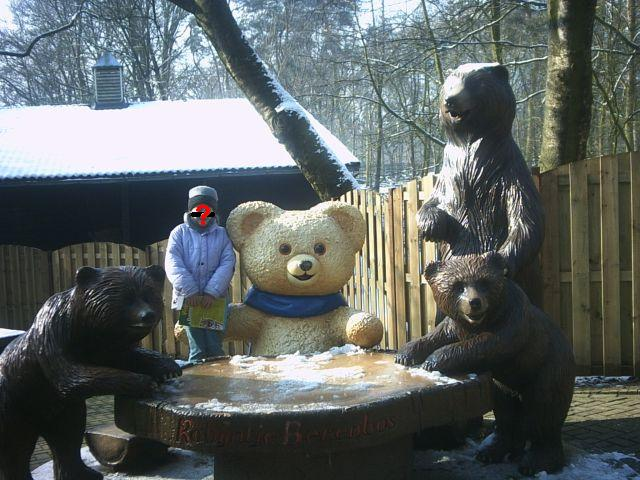
La mascotte à l'Ouwehands Dierenpark en 2007.

La marque est connue du public pour sa mascotte, un ourson en peluche, présente sur les emballages et mise en scène dans les différentes campagnes publicaires de la marque. Celle-ci a été créée par Kermit Love (en), le créateur du costume des personnages Big Bird et Mr. Snuffleupagus de l'émission pour enfants 1, rue Sésame.